# 異動之刻
《異動之刻》是台灣人氣作家護玄所著的輕小說系列，以獨特的種族世界觀為背景的故事。十集完結。與《因與聿案簿錄》和《兔俠》為同一世界觀的故事的故事，時間順序為《因與聿案簿錄》→《異動之刻》→《兔俠》(人類在地球滅亡後遷往新星球生活的故事)，而與《特殊傳說》和《PARTNERS》則為平行世界的故事。
當中，《因與聿案簿錄》的主角虞因和少荻聿曾短暫出現在本篇正傳中，為推動劇情引起很大的作用。《異動之刻》的主角司曙、紙侍和暮也有在《兔俠》出場。

## 故事簡介
從男主角司曙與朋友邱隸參加男主角阿公司平安的喪禮遇上奇怪事情開始，友善的極地圈王子極光（艾爾菲）與住在地下室的吸血鬼羅德和厕所里的纸片人陪伴下，司曙慢慢展開了這場改變他一生的冒險。
透過冒險，司曙開始知道自己阿公的真實身分，擁有奪取者奪取他人種族印記的能力，逐漸了解「那邊的世界」。然後，遇見其他的同夥（一號、二號、艾西亞、紙侍等……），逐漸揭曉原來他的世界是他人建立的一個巨大的謊言這一殘酷的真相……

## 書籍列表
| 集數 | 標題           | 出版日期       | ISBN                   | 封面人物                                 | 封底人物   | 備註 |
| ---- | -------------- | -------------- | ---------------------- | ---------------------------------------- | ---------- | ---- |
| 一   | 約定的開始     | 2009年1月19日  | ISBN 978-986-6473-01-2 | 司曙、艾爾菲、迦萊絲(北極熊)、一號、二號 | 羅德       |      |
| 二   | 被奪與爭奪者   | 2009年7月7日   | ISBN 978-986-6473-21-0 | 艾西亞、司曙                             |            |      |
| 三   | 接收者的誕生   | 2010年5月26日  | ISBN 978-986-6473-82-1 | 羅德、司曙                               | 極地圈城堡 |      |
| 四   | 牽繫的淵源     | 2010年7月28日  | ISBN 978-986-6473-92-0 | 青龍賽納、優萊                           |            |      |
| 五   | 隱蔽的道路     | 2010年12月8日  | ISBN 978-986-6157-11-0 | 莫希、小儀                               | 大儀       |      |
| 六   | 背叛者         | 2011年2月9日   | ISBN 978-986-6157-18-9 | 大地女巫-翡翠、艾爾菲                    |            |      |
| 七   | 被遺棄的       | 2011年4月29日  | ISBN 978-986-6157-29-5 | 暮                                       |            |      |
| 八   | 這無理的世界   | 2011年7月13日  | ISBN 978-986-6157-47-9 | 紙侍                                     |            |      |
| 九   | 開戰與第十使者 | 2011年11月16日 | ISBN 978-986-6157-70-7 | 極地圈帝王-依利                          | 火帝       |      |
| 十   | 我們(完)       | 2012年1月11日  | ISBN 978-986-6157-79-0 | 司曙、暮                                 | 紙侍       |      |